# Kikimora (mythologie)
 (juin 2024).
Pour les articles homonymes, voir Kikimora.

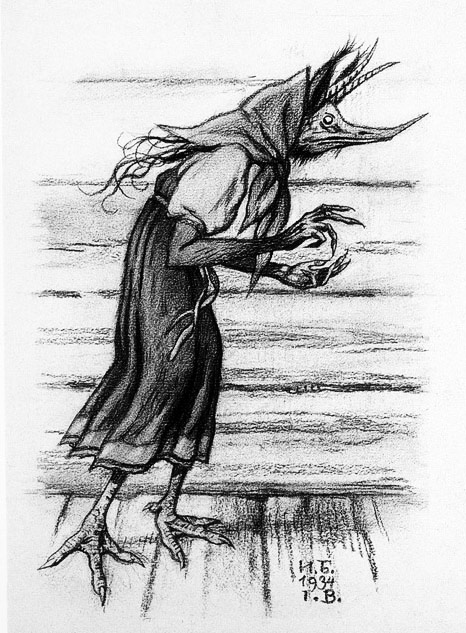
Kikimora ; illustration d'Ivan Bilibine, 1934.

Dans la mythologie slave Kikimora (russe : кики́мора), connue aussi comme Shishimora, est un esprit féminin de la maison, parfois présentée comme l'épouse du Domovoï. Les Kikimoras seraient les esprits des enfants non baptisés.
Elle est représentée comme une femme de taille moyenne avec les cheveux détachés (les femmes slaves mariées gardent leurs cheveux couverts et les jeunes filles les maintiennent tressés). Elle peut également être décrite en tant que petite femme bossue dans une robe sale. 
On dit que Kikimora s'occupera de la basse-cour et des travaux domestiques si la maison est bien tenue. Sinon, elle sifflera la nuit et chatouillera les enfants en les faisant pleurnicher. On dit aussi qu'elle sort aussi la nuit pour filer et qu'une personne qui la voit à son rouet mourra bientôt.
Pour apaiser une Kikimora fâchée, on doit laver tous les pots et casseroles avec du thé de fougère.
Elle vit habituellement derrière le fourneau ou dans la cave de la maison qu'elle hante. 
Kikimora peut également être trouvée dans un marais ou une forêt.

## Dans l'art
L'écrivain ukrainien Orest Somov lui consacre en 1829 un conte, Kikimora : une famille veut faire partir la kikimora de son isba ; cette dernière, d'abord inoffensive, se rebelle, devient méchante, menace la fillette de la maisonnée ; le prêtre orthodoxe appelé est impuissant. La famille finit par recourir à un rite ancien païen pour chasser l'esprit malfaisant.
Le chef d'orchestre et compositeur russe Anatoli Liadov a composé en 1909 un poème symphonique pour orchestre Kikimora (op. 63).